# Temnica
Temnica este o localitate din comuna Miren - Kostanjevica, Slovenia, cu o populație de 151 de locuitori.